# شايبه شباتز
شايبه شباتز  (بالإنجليزية: Scheibe Spatz)‏ هي طائرة شراعية، عالية الأداء، وبمقعد واحد. أنتجت في ألمانيا، من صناعة شايبه. كان أول طيران لها في 1952.